# Ricarda Brandts
Ricarda Brandts (* 26. August 1955 in Erkelenz) ist eine deutsche Juristin. Ab 1. August 2008 war sie Richterin am Bundessozialgericht, bevor sie vom 26. November 2010 bis zum 26. Februar 2013 Präsidentin des Landessozialgerichts Nordrhein-Westfalen war. Vom 27. Februar 2013 bis Ende Mai 2021 war sie Präsidentin des Verfassungsgerichtshofes sowie des Oberverwaltungsgerichts des Landes Nordrhein-Westfalen.

## Ausbildung
Brandts schloss im Juli 1981 das Studium der Rechtswissenschaften mit der Ersten Juristischen Staatsprüfung ab. Nach der Zweiten Juristischen Staatsprüfung im April 1984 war sie vom September 1984 bis April 1988 wissenschaftliche Mitarbeiterin am Lehrstuhl für Strafrecht, Strafprozessrecht und Allgemeine Rechtstheorie an der Ruhr-Universität Bochum. Hier wurde sie 1990 mit der Dissertation „Der Zusammenhang von Nötigungsmittel und Wegnahme beim Raub: zugleich ein Beitrag zu Grenzen und Schwierigkeiten der Kausallehre“ zum Dr. iur. promoviert.

## Karriere
Im April 1988 trat Brandts in die Sozialgerichtsbarkeit des Landes Nordrhein-Westfalen ein, wo sie zunächst als Richterin auf Probe und Pressesprecherin beim Sozialgericht Dortmund tätig war. Nach der Promotion im Januar 1990 war sie von 1992 bis 1994 als Richterin an das Landessozialgericht Nordrhein-Westfalen abgeordnet, wo sie 1994 zur Richterin am Landessozialgericht ernannt wurde. Es folgte eine zweijährige Abordnung an das Ministerium für Arbeit, Gesundheit und Soziales des Landes Nordrhein-Westfalen. Dort war sie bis Oktober 1997 Leiterin des für die Arbeits- und Sozialgerichtsbarkeit zuständigen Referats.
Im November 1997 wurde Brandts zur Präsidentin des Sozialgerichts Dortmund ernannt. Im Juni 2000 wurde sie Vizepräsidentin des Landessozialgerichts.
Am 13. März 2008 wurde Brandts vom Richterwahlausschuss zur Richterin am Bundessozialgericht gewählt. Diese Tätigkeit trat sie zum 1. August 2008 an. Das Präsidium des Gerichts teilte Brandts dem für das Recht der Krankenversicherung zuständigen 1. Senat zu, zuständig für Leistungs- und Leistungserbringungsrecht der gesetzlichen Krankenversicherung und das Vergaberecht im Rahmen sofortiger Beschwerden.
Am 26. November 2010 wurde sie zur neuen Präsidentin des Landessozialgerichts Nordrhein-Westfalen ernannt. Am 19. Februar 2013 machte das Kabinett von Ministerpräsidentin Hannelore Kraft (SPD) Ricarda Brandts zur Präsidentin des Oberverwaltungsgerichts (OVG) in Münster. Sie wurde damit gleichzeitig die erste Präsidentin des Verfassungsgerichtshofes des Landes Nordrhein-Westfalen. Am 27. Februar 2013 erhielt sie ihre Ernennungsurkunde.
In die Jahre der Präsidentschaft von Ricarda Brandts am Verfassungsgerichtshof fielen mehrere Entscheidungen von politischer Bedeutung:
2014 erging die Entscheidung, dass das Landesgesetz zur Beamtenbesoldung für die Jahre 2013 und 2014 gegen die nordrhein-westfälische Verfassung verstoße. Damit verwarf der Verfassungsgerichtshof geplante Nullrunden und eine abgestufte Bezahlung für die oberen Besoldungsgruppen.
2017 wurde vom Verfassungsgerichtshof entschieden, dass die 2,5 %-Sperrklausel bei Kommunalwahlen gegen den Grundsatz der Wahlrechtsgleichheit verstoße, soweit sie für die Wahlen der Gemeinderäte und Kreistage gilt.
2018 urteilte der Verfassungsgerichtshof, die Abschiebung des Islamisten Sami A. nach Tunesien sei rechtswidrig gewesen. Ricarda Brandts erhob in diesem Zusammenhang schwere Vorwürfe gegen die Behörden: Sie hätten der Justiz Informationen vorenthalten. So hätten die Richter die Abschiebung nicht rechtzeitig stoppen können.
Ende 2019 befand der Verfassungsgerichtshof, dass die Abschaffung der Stichwahl bei Kommunalwahlen in Nordrhein-Westfalen durch die CDU/FDP-Koalition verfassungswidrig war.
2020 urteilten die Verfassungsrichter, dass Landtagsabgeordnete von SPD und Grünen im Untersuchungsausschuss Hackerangriff in ihren Minderheitenrechten zu Unrecht eingeschränkt worden seien. Die Beweisanträge der beiden Fraktionen zur Herausgabe von Handy-Verbindungsdaten von Justizminister Peter Biesenbach (CDU) hätten von der Mehrheit von CDU und FDP zumindest zu einem Teil nicht abgeschmettert werden dürfen. Ricarda Brandts stellte in ihrer mündlichen Urteilsbegründung klar, dass SPD und Grüne ein berechtigtes Interesse an einer Klärung der Frage hätten, auch wenn der Justizminister noch vor der mündlichen Verhandlung seine Bereitschaft zur Herausgabe der Verbindungsdaten geäußert habe.
Ende November 2020 bestätigte Ricarda Brandts, dass sie zum 31. Mai 2021 in den Ruhestand gehen wird.
Brandts ist Lehrbeauftragte der Universität Duisburg-Essen sowie der Ruhr-Universität Bochum.

## Ämter und Mitgliedschaften
- Stellvertretende Vorsitzende des Hochschulrates der Ruhr-Universität Bochum[12]
- Vorsitzende des Vorstands der UNO-Flüchtlingshilfe e. V.[13]

## Publikationen (Auswahl)
- Monographien
  - Ricarda Brandts: Der Zusammenhang von Nötigungsmittel und Wegnahme beim Raub. Nomos-Universitätsschriften, ISBN 3789021024
- Kommentare
  - Anne Körner, Ricarda Brandts, Stephan Leitherer, Susanne Becker (Hrsg.): Kasseler Kommentar Sozialversicherungsrecht. SGB I, SGB IV, SGB V, SGB VI, SGB VII, SGB X, SGB XI. ISBN 9783406681226
  - Klaus Niesel, Jürgen Brand, Ricarda Brandts (Hrsg.): Sozialgesetzbuch, Arbeitsförderung, SGB III; Kommentar. 5. Auflage, ISBN 9783406600203
- Aufsätze
  - Ricarda Brandts, Horst Schlehofer: Die täuschungsbedingte Selbsttötung im Lichte der Einwilligungslehre. In: Juristenzeitung, 1987-05-08, Band 42 (9), S. 442–448